# Kim Sung-gan
Kim Sung-gan (hangul 김성간, hancha 金成汗; ur. 17 listopada 1912 w Pjongjangu, zm. 29 maja 1984) – japoński piłkarz pochodzenia koreańskiego, reprezentant kraju.

## Kariera klubowa
Jako piłkarz grał w klubie Keijo SC.

## Kariera reprezentacyjna
W reprezentacji Japonii zadebiutował 16 czerwca 1940 w meczu przeciwko reprezentacji Filipin.

## Statystyki
| Reprezentacja Japonii | Reprezentacja Japonii | Reprezentacja Japonii |
| Rok                   | Mecze                 | Gole                  |
| --------------------- | --------------------- | --------------------- |
| 1940                  | 1                     | 0                     |
| Razem                 | 1                     | 0                     |